# シテ科学産業博物館

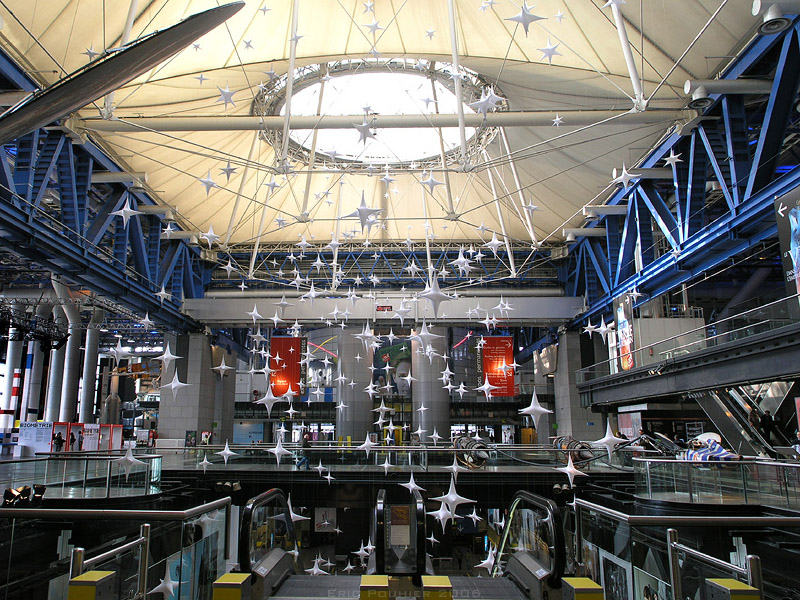
シテ科学産業博物館

シテ科学産業博物館（Cité des Sciences et de l'Industrie）は、欧州最大級の科学博物館である。直訳だと"科学産業都市"となる。フランスパリ19区のラ・ヴィレット公園に位置する。
ガラスと鉄の構造物はピーター・ライス（Peter Rice）によって設計され、1986年に開館した。以来、約500万人が訪れている。
シテには世界最大級のピンホール式プラネタリウム、潜水艦（アルゴノート）、深海調査船ノティールの実物大模型（バンクーバー国際交通博覧会で展示されたもの？）、IMAXシアター（ラ・ジェオード）、子供向けの特別百貨店などがある。

## リンク
- Official website including light version
- 48 photos of the Cité